# Fondazione (ente)
La fondazione è un ente costituito da un patrimonio preordinato al perseguimento di un determinato scopo.
Alcuni autori usano il termine istituzione per ricomprendere le fondazioni in senso proprio, di diritto privato, e gli altri enti privati (ad esempio, secondo parte della dottrina, il comitato nel diritto italiano) e pubblici costituiti da un patrimonio preordinato ad uno scopo.

## Caratteri generali
La fondazione è creata dalla persona fisica o giuridica (fondatore) che destina il patrimonio allo scopo; i fondatori possono essere più d'uno. Può anche essere costituita attraverso una disposizione testamentaria: in tal caso sorge solo dopo la morte del fondatore e ha come patrimonio un suo lascito.
Vi sono essenzialmente due tipi di fondazione (oltre che miste):
- la fondazione operativa (operating foundation) che persegue il suo scopo direttamente, avvalendosi della propria organizzazione;
- la fondazione di erogazione (grantmaking foundation) che persegue il suo scopo indirettamente, finanziando altri soggetti che lo perseguono. Possono essere private indipendenti (o di famiglia), di impresa o di comunità.

Un esempio a tutti noto di fondazione è quella creata dal chimico svedese Alfred Nobel, l'inventore della dinamite, che ogni anno insignisce del premio omonimo personaggi che si sono distinti nel campo delle arti, delle scienze e per il bene dell'umanità.

## Disciplina giuridica nel diritto comparato
Negli ordinamenti di civil law la fondazione è uno specifico tipo di persona giuridica di diritto privato; peraltro, in alcuni ordinamenti (come Francia, Germania e, secondo alcuni autori, Italia) è consentita anche la costituzione di fondazioni prive di personalità giuridica: è la cosiddetta fondazione fiduciaria, dove un soggetto trasferisce ad un altro la proprietà di determinati beni, imprimendo sugli stessi un vincolo di destinazione di natura reale, gravante in perpetuo su tutti i successivi proprietari, che ne limita le facoltà di godimento e di disposizione. Il diritto privato degli ordinamenti di common law, invece, non conosce la fondazione come tipo distinto di persona giuridica, sicché le organizzazioni con finalità filantropiche (charities, sing. charity) seppur spesso denominate fondazioni (foundations) hanno la natura giuridica di trust, corporazioni o, anche, associazioni non riconosciute.
In vari ordinamenti (ad esempio, Francia, Italia, Spagna e Portogallo) la fondazione può essere costituita solo per scopi di pubblica utilità (come quelli culturali, educativi, religiosi, sociali o scientifici); invece, in altri ordinamenti (ad esempio, Germania e Paesi Bassi) è consentita la costituzione di fondazioni per qualsiasi scopo lecito, compresi quelli di utilità privata (quali l'educazione dei figli del fondatore o l'erogazione di rendite ai membri di una famiglia), sebbene possa essere prevista una disciplina differenziata per le fondazioni di pubblica utilità (come in Austria).
In tutti gli ordinamenti la fondazione si caratterizza per l'assenza di finalità lucrative, il che la fa rientrare tra le organizzazioni non a scopo di lucro (o no profit); esistono, peraltro, ordinamenti che consentono la costituzione di persone giuridiche assimilabili ad una fondazione aventi scopo di lucro, come l'Anstalt nel Liechtenstein. L'assenza di finalità lucrative implica il divieto di distribuire gli avanzi di gestione (cosiddetto non-distribution constraint) ma non il divieto di conseguirli: se ci sono, devono essere reinvestiti all'interno della fondazione. D'altra parte, nella maggioranza degli ordinamenti è consentita alle fondazioni la vendita sul mercato di beni e servizi e, quindi, la gestione di un'impresa; mentre in Germania e Svezia non esistono particolari restrizioni a tali attività commerciali, altri ordinamenti impongono limiti più o meno stretti: per lo più quello del collegamento con gli scopi della fondazione o della strumentalità agli stessi.

## Antecedenti storici
L'evoluzione precedente a queste forme istituzionali può essere fatta risalire al concetto di piae causae contenuto nel Diritto romano giustiniano,  poi nelle Opere pie, e poi nelle IPAB.

## Disciplina giuridica in Italia
In Italia la disciplina giuridica attuale delle fondazioni è contenuta principalmente nel Libro I, Titolo II, Capo II del Codice civile che, peraltro, le tratta unitamente alle associazioni.

### Costituzione
La fondazione può essere costituita con atto pubblico o con testamento. Riguardo a quest'ultimo, nel silenzio della legge, si ritiene sufficiente il testamento olografo.
Nell'atto costitutivo della fondazione, sia esso atto pubblico o testamento, la dottrina maggioritaria e la giurisprudenza individuano due atti giuridici distinti, sebbene generalmente uniti nello stesso documento e funzionalmente collegati (sicché la nullità dell'uno si riverbera sull'altro):
- il negozio di fondazione, negozio giuridico non patrimoniale unilaterale (anche in presenza di più fondatori) con il quale il fondatore manifesta la volontà che venga ad esistenza l'ente;
- l'atto di dotazione, negozio giuridico patrimoniale unilaterale con il quale il fondatore attribuisce a tale ente il patrimonio necessario per la realizzazione del suo scopo; nel caso di costituzione con testamento, è un'istituzione di erede o legato.

All'atto costitutivo è normalmente allegato lo statuto della fondazione. L'atto costitutivo e lo statuto devono contenere la denominazione della fondazione, l'indicazione dello scopo, del patrimonio e della sede, le norme sull'ordinamento e sull'amministrazione ed i criteri e le modalità di erogazione delle rendite. Possono inoltre contenere le norme relative all'estinzione della fondazione e alla devoluzione del patrimonio nonché quelle relative alla sua trasformazione.
Anziché stabilire nel testamento tutti i suddetti elementi, il fondatore di solito si limita ad indicare lo scopo della fondazione, i beni ad essa destinati e, spesso, la sua denominazione, demandando ad un erede o legatario, a carico del quale pone un onere, oppure ad un esecutore testamentario l'effettiva costituzione dell'ente. In questo caso non sarà il testamento a fungere da atto costitutivo, ma il successivo atto dell'erede, legatario o esecutore testamentario.
L'atto costitutivo può essere revocato dal fondatore prima che sia intervenuto il riconoscimento, salvo che il fondatore abbia fatto iniziare l'attività dell'opera da lui disposta. La facoltà di revoca non si trasmette agli eredi.

### Scopo
Come si è visto, lo scopo della fondazione deve risultare dall'atto costitutivo o dallo statuto. Nulla dice il codice civile al riguardo, ma tale silenzio non è interpretato dalla dottrina maggioritaria e dalla giurisprudenza nel senso di lasciare la più ampia libertà al fondatore. Si argomenta, infatti, che i vincoli di destinazione cui viene sottoposto il patrimonio della fondazione si pongono in contrasto con i principi di libera circolazione dei beni e di libero sfruttamento delle risorse economiche, che pervadono l'ordinamento giuridico italiano. Ne segue che tali vincoli possono trovare giustificazione solo se il patrimonio è destinato ad uno scopo di pubblica utilità, con esclusione, quindi, degli scopi di utilità privata.
Tale limitazione colpisce, in particolare, le fondazioni di famiglia, figura che, peraltro, lo stesso codice civile contempla all'art. 28 dove parla di fondazioni "a vantaggio di
una o più famiglie determinate". Si ritiene che, anche a fronte di questa espressa citazione, le fondazioni di famiglia siano ammissibili nell'ordinamento italiano, a condizione che perseguano comunque scopi di pubblica utilità. Sicché, si ritiene ammissibile una fondazione a beneficio dei soli membri di una determinata famiglia che si trovino in particolari condizioni soggettive di bisogno, meritevolezza (ad esempio, per gli studi compiuti) o simili, non, invece, una fondazione che abbia come beneficiari tutti i membri di una famiglia in quanto tali.
Dottrina e giurisprudenza, pur nel silenzio del legislatore, non hanno dubbi nel ritenere vietata alle fondazioni la distribuzione di utili. Infatti, dall'art. 2247 del codice civile, secondo il quale le società sono contraddistinte dallo scopo di "distribuire gli utili", deducono a contrariis che le persone giuridiche private diverse dalle società - associazioni e, appunto, fondazioni - sono, invece, contraddistinte dal divieto di distribuirli.
La giurisprudenza ritiene che i beneficiari dell'attività della fondazione, se identificabili oggettivamente, abbiano un vero e proprio diritto di credito verso l'ente, assimilando la loro posizione a quella derivante da una promessa al pubblico.

### Riconoscimento
Nell'ordinamento italiano la fondazione acquisisce la personalità giuridica solo con il riconoscimento; in mancanza non dispone di alcuna autonomia patrimoniale, nemmeno imperfetta, a differenza dell'associazione non riconosciuta. Tuttavia, una parte della dottrina vede una fondazione non riconosciuta, dotata di una limitata autonomia patrimoniale, nel comitato.
Il riconoscimento è un provvedimento amministrativo adottato, in esito al procedimento disciplinato dal d.P.R. 10 febbraio 2000, n. 361:
- dal dirigente dell'ufficio competente secondo l'organizzazione interna di ciascuna regione o provincia autonoma, per le fondazioni che operano esclusivamente nelle materie rientranti nella competenza legislativa regionale, ai sensi dell'art. 117 della Costituzione, e le cui finalità statutarie si esauriscono nell'ambito di una sola regione o provincia autonoma (art. 14 del d.P.R. 24 luglio 1977, n. 616);
- dal prefetto della provincia in cui è stabilita la sede della fondazione, negli altri casi.

L'ufficio regionale competente o la prefettura-ufficio territoriale del governo verificano che siano state soddisfatte le condizioni previste da norme di legge o regolamento per la costituzione della fondazione, che lo scopo sia possibile e lecito e che il patrimonio risulti adeguato alla sua realizzazione. Entro 120 giorni dalla presentazione della domanda di riconoscimento provvedono al riconoscimento e all'iscrizione della fondazione nel registro delle persone giuridiche da loro tenuto. Entro lo stesso termine, qualora ravvisino ragioni ostative all'iscrizione o la necessità di integrare la documentazione presentata, ne danno motivata comunicazione ai richiedenti, i quali, nei successivi 30 giorni, possono presentare memorie e documenti. Se, nell'ulteriore termine di 30 giorni, non viene comunicato ai richiedenti il motivato diniego o non avviene l'iscrizione, questa si intende negata.
Con lo stesso procedimento si procede all'approvazione delle modifiche statutarie e alla loro iscrizione nel registro delle persone giuridiche. In questo sono altresì iscritti: il trasferimento della sede e l'istituzione di sedi secondarie, la sostituzione degli amministratori con indicazione di quelli ai quali è attribuita la rappresentanza, la deliberazione di scioglimento e i provvedimenti che lo ordinano o accertano l'estinzione, le generalità dei liquidatori e gli altri fatti e atti indicati dalla legge o dal regolamento.

### Amministrazione
La disciplina in materia di amministrazione e organi delle fondazioni, contenuta nel codice civile, è estremamente lacunosa. Il codice, infatti, si limita a stabilire che gli amministratori sono responsabili verso l'ente secondo le norme del mandato, esentando, però, da responsabilità quelli che non hanno partecipato all'atto causativo del danno, salvo il caso in cui, essendo a conoscenza che l'atto si stava per compiere, non abbiano fatto constare il loro dissenso.
Unico organo necessario della fondazione è, dunque, l'organo di amministrazione; mancando l'assemblea, prevista invece per le associazioni, si possano concentrare in esso tutti i poteri. Il codice nulla dice circa la sua composizione: potrebbe, quindi, essere anche un organo monocratico, sebbene normalmente sia collegiale (variamente denominato: frequentemente consiglio di amministrazione ma negli statuti si trova anche consiglio dei garanti, consiglio direttivo, consiglio di fondazione ecc.). Lo statuto può stabilire liberamente le modalità di nomina degli amministratori e la loro durata in carica, che può anche essere vitalizia. Spesso il fondatore, se vivente, si riserva il potere di nominare una parte degli amministratori o la presidenza dell'organo amministrativo; va osservato che, se ciò non avviene, il fondatore non è di per sé organo della fondazione. La nomina degli amministratori, oltre che al fondatore, può essere attribuita a soggetti terzi o allo stesso organo di amministrazione per cooptazione.
Di solito la rappresentanza dell'ente verso l'esterno è attribuita al presidente dell'organo di amministrazione; in ogni caso le limitazioni del potere di rappresentanza, che non risultano dal registro delle persone giuridiche, non possono essere opposte ai terzi, salvo che si provi che ne erano a conoscenza. Sempre al presidente, che può essere affiancato da uno o più vicepresidenti, è solitamente attribuito il compito di curare l'attuazione delle deliberazioni dell'organo di amministrazione, avvalendosi del personale posto alle sue dipendenze. Nella fondazioni più grandi la direzione delle attività dell'ente può essere affidata ad un direttore generale o segretario generale, posto alle dipendenze del presidente, che può anche avere poteri di rappresentanza.
Stante la libertà concessa allo statuto in materia di organizzazione, lo stesso può prevedere una pluralità di organi in luogo di un solo organo di amministrazione, adottando, ad esempio, un sistema dualistico di amministrazione, simile a quello delle società per azioni. Può inoltre affiancare all'organo di amministrazione altri organi, come quello di controllo (di solito denominato collegio dei revisori dei conti, ma in certi statuti è invece previsto un revisore dei conti monocratico) con un ruolo simile al collegio sindacale delle società per azioni, oppure un organo consultivo di esperti nel campo di attività della fondazione (collegio o comitato o consiglio scientifico, culturale ecc.).

### Vigilanza
La fondazione, a differenza dell'associazione, non dispone di un organo come l'assemblea in grado di controllare l'operato degli amministratori e, se del caso, sostituirli o, addirittura, deliberare un'azione di responsabilità nei loro confronti. Lo stesso organo di controllo, oltre a non essere obbligatorio, risulta meno efficace dell'omologo organo di un'associazione o società, in mancanza di un'assemblea alla quale riferire le anomalie riscontrate. Queste considerazioni hanno indotto il legislatore ad affidare la vigilanza sulle fondazioni all'autorità amministrativa ("autorità governativa" nel linguaggio del codice civile).
L'autorità di vigilanza è la stessa che ha riconosciuto la fondazione, quindi il dirigente dell'ufficio regionale (o della provincia autonoma) competente o il prefetto. Essa:
- esercita il controllo e la vigilanza sull'amministrazione della fondazione;
- provvede alla nomina e alla sostituzione degli amministratori o dei rappresentanti, quando le disposizioni contenute nell'atto di fondazione non possono attuarsi;
- annulla, sentiti gli amministratori, con provvedimento definitivo, le loro deliberazioni contrarie a norme imperative, all'atto di fondazione, all'ordine pubblico o al buon costume; l'annullamento non pregiudica i diritti acquistati dai terzi di buona fede in base ad atti compiuti in esecuzione della deliberazione;
- può sciogliere l'organo di amministrazione e nominare un commissario straordinario, qualora gli amministratori non agiscano in conformità dello statuto o dello scopo della fondazione o della legge;
- autorizza le azioni contro gli amministratori per fatti riguardanti la loro responsabilità, esercitate dal commissario straordinario, dai liquidatori o dai nuovi amministratori;
- può disporre il coordinamento dell'attività di più fondazioni o addirittura l'unificazione della loro amministrazione, rispettando, per quanto è possibile, la volontà dei fondatori. Questo potere è finalizzato ad accrescere l'efficacia e l'efficienza dellì'operato delle fondazioni, evitando duplicazioni e sprechi.

### Estinzione, liquidazione e trasformazione
La fondazione si estingue per le cause previste nell'atto costitutivo e nello statuto oppure quando il suo scopo è stato raggiunto o è divenuto impossibile.
L'autorità che ha riconosciuto la fondazione - prefetto oppure dirigente della regione o provincia autonoma - accerta, su istanza di qualsiasi interessato o anche d'ufficio, l'esistenza di una delle cause di estinzione e ne dà comunicazione agli amministratori e al presidente del tribunale territorialmente competente.
A seguito di tale accertamento la fondazione non cessa di esistere ma si apre la fase di liquidazione, durante la quale si procede alla riscossione dei crediti e al pagamento dei debiti residui dell'ente. Alla liquidazione provvedono uno o più liquidatori, nominati secondo quanto stabilito dallo statuto o dall'atto costitutivo oppure, in mancanza di siffatte previsioni, dal presidente del tribunale, che in ogni caso vigila sul loro operato. Gli amministratori non possono compiere nuove operazioni dopo che gli è stato comunicato l'atto di accertamento della causa d'estinzione; in caso contrario, sono personalmente e solidalmente responsabili per le obbligazioni assunte.
I beni della fondazione che restano al termine della liquidazione sono trasferiti ad altri soggetti, secondo quanto stabilito dall'atto costitutivo o dallo statuto: è la cosiddetta devoluzione, una successione a titolo particolare. Se l'atto costitutivo o lo statuto nulla dispongono, i beni sono devoluti ad altri enti che hanno fini analoghi, individuati dall'autorità che ha riconosciuto la fondazione. I creditori che durante la liquidazione non hanno fatto valere il loro credito possono chiedere il pagamento a coloro ai quali i beni sono stati devoluti, entro l'anno dalla chiusura della liquidazione, in proporzione e nei limiti di ciò che hanno ricevuto.
Chiusa la fase di liquidazione, il presidente del tribunale ne dà comunicazione all'autorità che ha riconosciuto la fondazione, la quale provvede alla cancellazione della stessa dal registro delle persone giuridiche, ponendo così fine alla sua esistenza.
Quando lo scopo è esaurito o divenuto impossibile o di scarsa utilità oppure il patrimonio è divenuto insufficiente, l'autorità che ha riconosciuto la fondazione, anziché accertare la causa di estinzione, può disporne la trasformazione, che comporta il mutamento dello scopo, allontanandosi il meno possibile dalla volontà del fondatore. La trasformazione non può essere disposta quando i fatti che vi darebbero luogo sono considerati dall'atto costitutivo o dallo statuto come causa di estinzione. Non è inoltre consentita per le fondazioni destinate a vantaggio soltanto di una o più famiglie determinate, norma questa che dimostra un certo disfavore nel legislatore verso le fondazioni di famiglia.

### Fondazioni di partecipazione
La fondazione di partecipazione è una forma atipica di ente privato, non prevista dal legislatore ma sorta nella prassi e diffusasi all'inizio del XXI secolo, che unisce all'elemento patrimoniale, proprio della fondazione, l'elemento personale proprio dell'associazione. Si tratta di uno strumento oggi frequentemente utilizzato dagli enti pubblici per svolgere attività di pubblica utilità con il concorso di privati.
In mancanza di una disciplina specifica che permette una trasparenza modesta, scarsa distinzione dei ruoli e potenziali conflitti di interessi, si applicano alle fondazioni di partecipazione tutte le norme relative alle fondazioni ordinarie.
L'elemento personale, che avvicina la fondazione di partecipazione all'associazione, è dato dalla presenza di una pluralità di soggetti (persone fisiche o giuridiche):
- uno o più fondatori promotori, che hanno dato inizialmente vita alla fondazione, non diversamente dai fondatori di una fondazione ordinaria;
- i partecipanti fondatori (o nuovi fondatori), che possono entrare nella fondazione in un momento successivo, in virtù di una previsione statutaria, versando un contributo pluriennale anche non finanziario (ossia in beni e servizi);
- i partecipanti (o aderenti) che, condividendo le finalità della fondazione, sostengono la sua attività mediante versamenti una tantum o periodici in denaro oppure mediante contribuzioni non finanziarie (in questo secondo caso alcuni parlano di sostenitori).

La presenza di tali soggetti comporta una diversa strutturazione degli organi rispetto alle fondazioni ordinarie. Infatti, solitamente in una fondazione di partecipazione si trovano:
- un organo (denominato di solito consiglio generale o d'indirizzo) che riunisce sia i fondatori (promotori e nuovi) sia gli aderenti, per lo più con un peso maggioritario dei primi, avente attribuzioni simili a quelle dell'assemblea di un'associazione (modifiche dello statuto, scelte programmatiche, ammissione di nuovi fondatori e aderenti, nomina degli altri organi, approvazione dei bilanci, scioglimento della fondazione ecc.); lo statuto spesso prevede la deliberazione a maggioranza qualificata (ad esempio, dei 2/3) e può attribuire un diverso peso ai voti dei membri;
- un organo di amministrazione (di solito denominato consiglio di amministrazione o di gestione), nominato dal precedente, a vantaggio del quale perde parte delle ampie attribuzioni spettanti all'omologo organo delle fondazione ordinarie (alcuni statuti, però, gli riservano attribuzioni come l'ammissione dei nuovi fondatori e aderenti, l'approvazione dei bilanci o le modifiche statutarie);
- un organo (solitamente denominato assemblea di partecipazione o collegio dei partecipanti) privo di poteri gestionali ma con compiti consultivi e propositivi, che riunisce i soli aderenti;
- l'organo di controllo.

### Discipline speciali

#### Fondazioni bancarie
Le fondazioni bancarie sono state introdotte nell'ordinamento italiano dalla legge 30 luglio 1990, n. 218, per consentire la privatizzazione delle istituzioni pubbliche (soprattutto casse di risparmio) che fino ad allora avevano caratterizzato il sistema bancario italiano, scorporando dalle attività bancarie-imprenditoriali propriamente dette, affidate a società per azioni, quelle di utilità sociale nei confronti delle comunità di riferimento, affidate a fondazioni (enti conferenti) aventi come patrimonio le azioni delle società (dette conferitarie). Nel tempo le fondazioni hanno dismesso la maggior parte di queste azioni, in ottemperanza a disposizioni normative (in particolare il D.lgs. 153/1999, che ha fatto obbligo di cedere le partecipazioni di controllo).
Le fondazioni bancarie sono soggette ad una disciplina alquanto differenziata rispetto a quelle ordinarie, tanto sul piano civilistico che su quello fiscale, ora contenuta principalmente nel D.lgs. 17 maggio 1999, n. 153. Alcuni aspetti di tale disciplina hanno sollevato il dubbio di una loro natura pubblicistica, esclusa però dalla giurisprudenza. L'art. 5 del decreto-legge 15 aprile 2002, n. 63, convertito con legge 15 giugno 2002, n. 112, ha precisato che le norme del codice civile sulle fondazioni ordinarie si applicano alle fondazioni bancarie solo in via residuale, ossia in mancanza di disposizioni specifiche, e in quanto compatibili.

##### Organizzazione
L'organizzazione delle fondazioni è disciplinata secondo un modello che ricorda la società per azioni. Sono infatti previsti:
- un organo di indirizzo (variamente denominato: consiglio o comitato di indirizzo, consiglio generale, commissione centrale di beneficenza ecc.) al quale spettano le scelte fondamentali (approvazione e modifica dello statuto, nomina e revoca dei componenti degli altri due organi, approvazione del bilancio, scelte programmatiche ecc.); la sua composizione è stabilita dallo statuto prevedendo, comunque, la prevalenza dei rappresentanti degli enti pubblici e privati espressivi della realtà locale;[6] nelle fondazioni di origine associativa una quota, comunque non maggioritaria, dei membri può essere eletta dall'assemblea dei soci, se lo statuto ha scelto di mantenerla;
- un organo di amministrazione (di solito denominato consiglio di amministrazione) cui spetta la gestione dell'ente nell'ambito di programmi, priorità e obiettivi stabiliti dall'organo di indirizzo;
- un organo di controllo (solitamente denominato collegio sindacale o dei revisori dei conti) che vigila sull'osservanza della legge e dello statuto.

In attesa di una riforma organica sulla vigilanza delle fondazioni, quella sulle fondazioni bancarie è attribuita al Ministero del tesoro, del bilancio e della programmazione economica, ora Ministero dell'Economia e delle Finanze.

##### Attività
Le fondazioni bancarie "in rapporto prevalente con il territorio, indirizzano la propria attività esclusivamente nei settori ammessi e operano in via prevalente nei settori
rilevanti, assicurando, singolarmente e nel loro insieme, l'equilibrata destinazione
delle risorse e dando preferenza ai settori a maggiore rilevanza sociale" (art. 2, comma 2, del D.lgs. 153/1999).
Settori ammessi sono quelli indicati nell'art. 1, comma 1, lett. c-bis del D.lgs. 153/1999: famiglia e valori connessi; crescita e formazione giovanile; educazione, istruzione e formazione, incluso l'acquisto di prodotti editoriali per la scuola; volontariato, filantropia e beneficenza; religione e sviluppo spirituale; assistenza agli anziani; diritti civili; prevenzione della criminalità e sicurezza pubblica; sicurezza alimentare e agricoltura di qualità; sviluppo locale ed edilizia popolare locale; protezione dei consumatori; protezione civile; salute pubblica, medicina preventiva e riabilitativa; attività sportiva; prevenzione e recupero delle tossicodipendenze; patologie e disturbi psichici e mentali; ricerca scientifica e tecnologica; protezione e qualità ambientale; arte, attività e beni culturali. Settori rilevanti sono non più di cinque settori ammessi scelti, ogni tre anni, dalla fondazione (art. 1, comma 1, lettera d del D.lgs. 153/1999).

#### Fondazioni lirico-sinfoniche
Gli enti lirici, disciplinati dalla legge 800/1967 come enti pubblici, sono stati trasformati in fondazioni di diritto privato dal D.Lgs. 29 giugno 1996, n. 367, al fine di eliminare le rigidità organizzative connesse alla natura pubblica e rendere possibile l'acquisizione di risorse private in aggiunta a quelle statali (provenienti principalmente dal Fondo unico per lo spettacolo). Tali fondazioni perseguono, senza scopo di lucro, la diffusione dell'arte musicale (oltre la formazione professionale degli artisti e l'educazione musicale della collettività) e, per il perseguimento dei propri fini, gestiscono direttamente i teatri lirici e realizzano spettacoli lirici, di balletto e concerti (art. 2 del D.lgs. 367/1996).
La disciplina delle fondazioni lirico-sinfoniche è essenzialmente quella del codice civile, salvo alcune disposizioni particolari contenute principalmente del D.lgs. 367/2006. Il Titolo II di tale decreto stabilisce che lo statuto deve prevedere i seguenti organi:
- il presidente, di diritto il sindaco del comune nel quale ha sede la fondazione, che ha la legale rappresentanza dell'ente, convoca e presiede il consiglio di amministrazione e cura l'esecuzione delle sue deliberazioni;
- il consiglio di amministrazione, composto da sette membri, compreso il presidente, nominati per quattro anni con le modalità previste dallo statuto (prevedendo, comunque, un rappresentante del governo e uno della regione), che approva le modifiche statutarie e i bilanci, nomina e revoca il sovrintendente, approva i programmi di attività artistica da lui predisposti, stabilisce gli indirizzi di gestione economica e finanziaria, elegge nel proprio seno il vicepresidente ed esercita ogni altro potere non attribuito ad altri organi;
- il sovrintendente, scelto tra persone dotate di specifica e comprovata esperienza nel settore, che partecipa alle riunioni del consiglio di amministrazione con diritto di voto (salvo per le deliberazioni relative alla sua nomina e revoca o ai programmi di attività), dirige e coordina, nel rispetto dei programmi approvati, l'attività di produzione artistica e le attività connesse e strumentali, nomina e revoca, sentito il consiglio di amministrazione, il direttore artistico o musicale;
- il collegio dei revisori, composto di tre membri effettivi ed un supplente di nomina governativa, che dura in carica quattro anni e vigila sull'amministrazione dell'ente.

#### Fondazioni universitarie
Secondo l'art. 16 della legge 6 agosto 2008, n. 133 le università pubbliche italiane possono deliberare la propria trasformazione in fondazioni di diritto privato. La delibera è adottata dal senato accademico a maggioranza assoluta ed approvata con decreto del Ministro dell'istruzione, dell'università e della ricerca, di concerto con il Ministro dell'economia e delle finanze. Contestualmente alla delibera di trasformazione vengono adottati lo statuto e i regolamenti di amministrazione e di contabilità, che devono essere approvati con analogo decreto ministeriale. Lo statuto può prevedere l'ingresso nella fondazione universitaria di nuovi soggetti, pubblici o privati.
Il predetto articolo prevede che le fondazioni universitarie hanno autonomia gestionale, organizzativa e contabile, che la loro gestione economico-finanziaria deve assicurare l'equilibrio di bilancio e che resta fermo il sistema di finanziamento pubblico.
Va ricordato che già la legge n. 388/2000 e il d.P.R. n. 254/2001 avevano previsto la possibilità per le università pubbliche di istituire fondazioni di diritto privato a supporto della loro attività; con la legge n. 133/2008, però, esse possono sostituirsi completamente all'ente pubblico.

## Aspetti controversi
Al di là degli aspetti filantropici, nella creazione di fondazioni sono stati ravvisati motivi di elusione fiscale, concorrenza sleale, operazioni di propaganda, manipolazione della ricerca scientifica.